# Doménica Azuero
Doménica Michelle Azuero Gonzáles  (Cuenca, 22 de marzo de 1996) es una ciclista ecuatoriana, ganadora del Campeonato Mundial Júnior de BMX en 2014.

## Biografía
Desde pequeña perteneció a una academia de ballet y modelaje, hasta que a la edad de 7 años decidió practicar ciclismo por su interés en las bicicletas BMX. En el 2013 logró obtener medallas de oro en los torneos de BMX a nivel latinoamericano, panamericano y sudamericano. En el 2014 participó en el campeonato mundial de bicicrós en Róterdam (Países Bajos), donde obtuvo el título de campeona mundial en la categoría júnior, con un tiempo de 28.130 segundos.
En 2015 participó en los Juegos Panamericanos de 2015 en Toronto (Canadá), donde obtuvo una medalla de plata en la final de BMX. Durante este año se colocó en el puesto 19 del ‘ranking’ perteneciente al de la Unión Ciclista Internacional (UCI), obteniendo 560 puntos y posicionándose así como la cuarta mejor a nivel sudamericano. En el 2018 se consagró campeona en la categoría élite en el latinoamericano que se celebró en Sucre (Bolivia). En abril de 2019 se proclamó campeona en la Copa Internacional BMX realizada en San Juan (Argentina).
Es la primera mujer ecuatoriana en lograr el título mundial en la disciplina del BMX y recibió el galardón "Cóndor de Oro Juvenil", el cual fue otorgado por una de las revistas más representativas del Ecuador.